# Hochdorf (Svizzera)
Hochdorf (toponimo tedesco) è un comune svizzero di 9 911 abitanti del Canton Lucerna, nel distretto di Hochdorf del quale è stato capoluogo sino al 2012.

## Geografia fisica
Hochdorf si estende nel Seetal superiore e comprende una parte del lago di Baldegg.

## Storia
Nel 1803 ha inglobato i comuni soppressi di Baldegg e Urswil.

## Monumenti e luoghi d'interesse
- Chiesa parrocchiale cattolica di San Martino, eretta nell'alto Medioevo e più volte ricostruita (configurazione attuale barocca del 1757-1758), con casa parrocchiale del 1534[3];
- Chiesa riformata, eretta nel 1928-1929[3].

## Società

### Evoluzione demografica
L'evoluzione demografica è riportata nella seguente tabella (dal 1850 con Baldegg e Urswil):
Abitanti censiti

## Infrastrutture e trasporti
Il comune di Hochdorf è servito dall'omonima stazione e da quelle di Baldegg, di Baldegg Kloster e di Hochdorf Schönau delle Ferrovie Federali Svizzere, sulla linea della Seetal.